# Jieun Yi

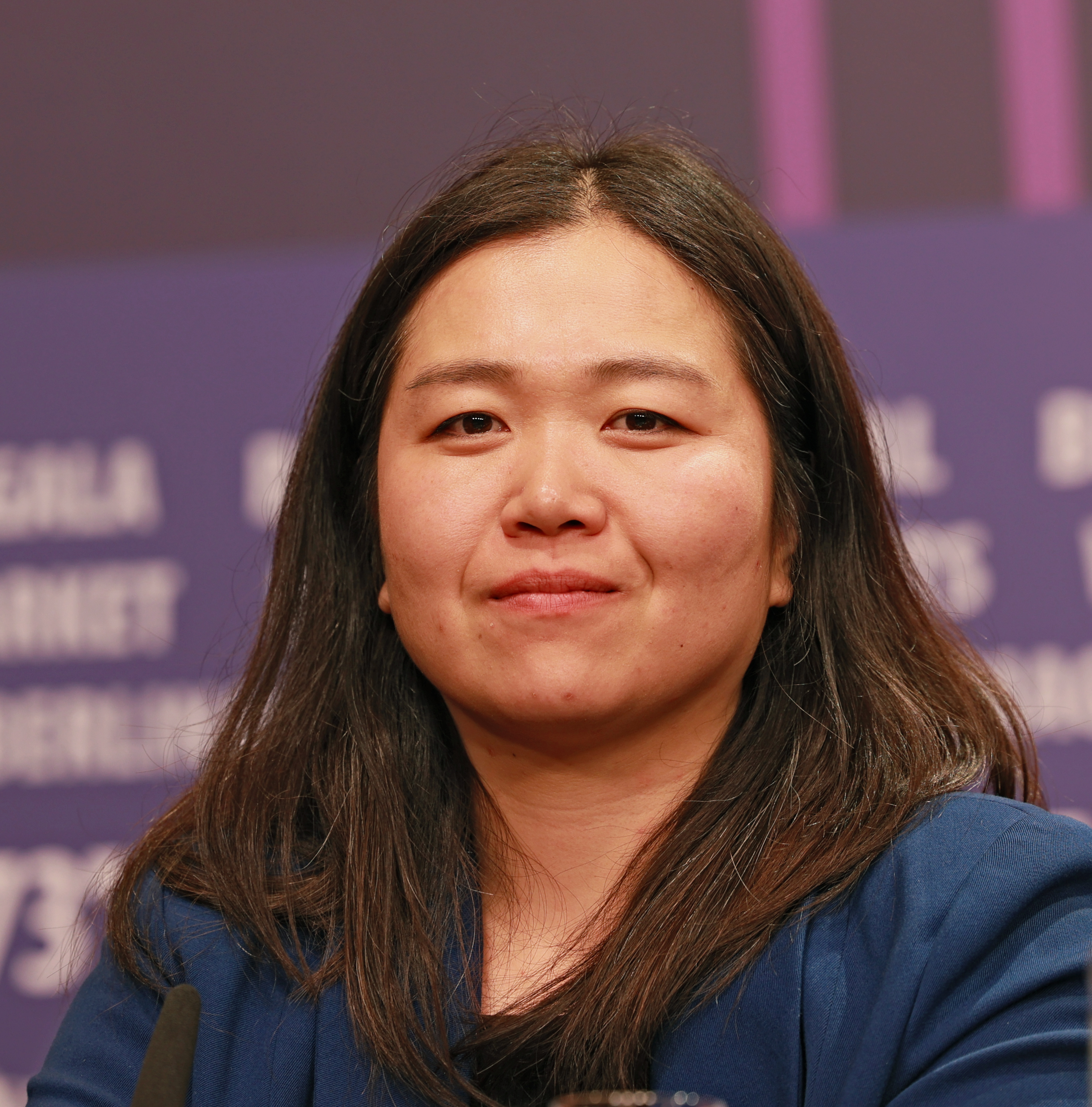
Jieun Yi bei der Berlinale 2023

Jieun Yi (koreanisch 이지은; * 1984 in Danyang, Südkorea) ist eine Kamerafrau.

## Werdegang
Jieun Yi studierte von 2009 bis 2015 Kamera an der Filmuniversität Babelsberg. Ihr Abschlussfilm war Leonie Krippendorffs Diplomfilm Looping (2016). Darauf folgte Tom Lass’ Film Blind & Hässlich (2017).
Von 2016 bis 2018 war Yi Meisterschülerin bei Susanne Schüle und drehte während dieser Zeit mit Regisseur Xaver Böhm den Kurzfilm Down Down Down (2017), der beim Filmfestival Max Ophüls Preis Premiere feierte. Eine weitere Zusammenarbeit mit Böhm war O Beautiful Night (2019), wofür Yi eine Nominierung für den Deutschen Filmpreis erhielt.
2019 lief auf Joyn die Comedy-Serie Frau Jordan stellt gleich, bei der Yi an sechs Folgen als Kamerafrau mitwirkte. Weitere Arbeiten waren Martina Sakovás Sommer-Rebellen (2020), die RTL+-Serien Strafe – Ferdinand Schirach und Hübsches Gesicht sowie Kolja Maliks LasVegas (2022).
2023 erhielt Yi mit dem Film Sonne und Beton eine Einladung in die Sektion „Berlinale Special Gala“ der Internationalen Filmfestspiele Berlin.

## Filmografie
- 2011: Innen nach Außen (Kurz-Dokumentarfilm)
- 2012: Streuner (Kurzfilm)
- 2012: Kindertage (Kurzfilm, auch Drehbuch)
- 2013: Teer (Kurzfilm)
- 2013: Alles über Dich (Kurzfilm)
- 2014: Isang Yun: Ein Schicksal zwischen Nord- und Südkorea (TV-Dokumentation)
- 2015: Taub & Stumm (Kurzfilm)
- 2016: Looping
- 2017: Blind & Hässlich
- 2017: Down Down Down (Kurzfilm)
- 2018: Die Gedanken der Ana A. aus B. (Kurzfilm)
- 2018: Storkow Kalifornia (Kurzfilm)
- 2019: O Beautiful Night
- 2019: Frau Jordan stellt gleich (Fernsehserie)
- 2020: Sommer-Rebellen
- 2021: Lieblingsmenschen
- 2022: Strafe – Ein hellblauer Tag (Fernsehreihe)
- 2022: Hübsches Gesicht (Fernsehserie)
- 2023: Sonne und Beton
- 2023: LasVegas
- 2023: Tod den Lebenden (Fernsehsechsteiler)
- 2024: Reset – Wie weit willst du gehen? (Fernsehsechsteiler)